# Monastero di Moldovița
Il monastero di Moldovița (in rumeno Mânăstirea Moldovița) è un monastero ortodosso situato nel comune di Vatra Moldoviței, nel Distretto di Suceava, in Romania. Il monastero Moldovița fu costruito nel 1532 da Petru Rareș, figlio illegittimo di Stefano il Grande (in rumeno: Ștefan cel Mare). Esso venne costruito come barriera protettiva contro i conquistatori musulmani dell'Impero ottomano, provenienti da est.

## Storia
Stefano il Grande, principe di moldavia dal 1457 fino alla sua morte avvenuta nel 1504, combatté 36 battaglie contro l'Impero ottomano, vincendone 34. Egli era molto religioso e costruì chiese dopo molte delle sue vittorie. Il suo figlio illegittimo, Petru Rareș, che regnò sulla moldavia dal 1527 al 1538 e ancora dal 1541 al 1546, promosse una nuova visione per le chiese della Bucovina. Egli commissionò a numerosi artisti di decorare le pareti interne ed esterne delle chiese con affreschi (ritratti di santi e profeti, scene dalla vita di Gesù).
Quelli meglio conservati sono i monasteri delle città di Sucevița, Moldovița, Voroneț, Humor, Suceava, Pătrăuți e Probota. Sette di essi—compreso il monastero di Moldovița—sono stati inseriti dall'UNESCO nella lista dei Patrimoni dell'umanità nel 1993.

## Affreschi

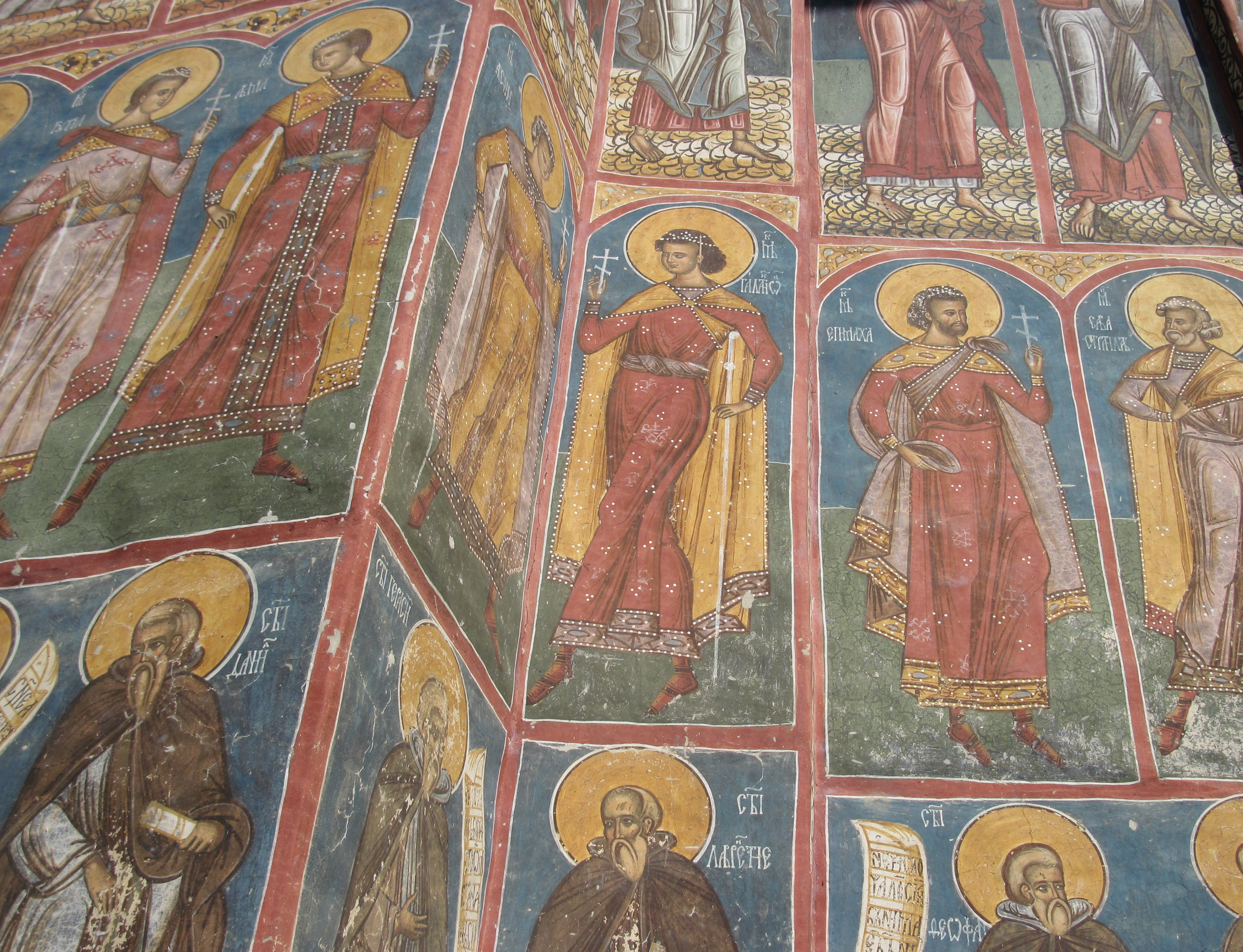
Ritratti di santi

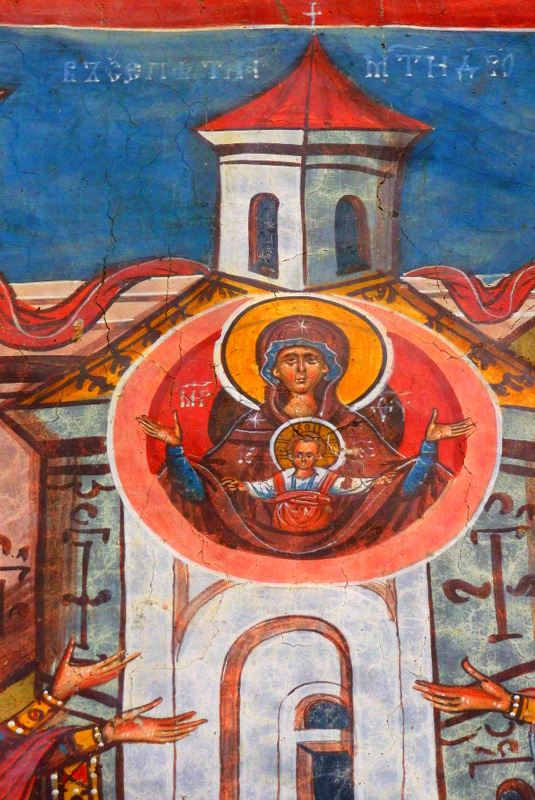
Affresco

Questo monastero, costruito dal Voivoda Petru Rareş, è uno dei cinque monasteri siti nel nord della Moldavia con affreschi dipinti sulle pareti esterne. Suor Maika, che visse nel monastero per più di cinquant'anni, diceva che essi erano "le sacre scritture a colori".
Gli affreschi del monastero di Moldovița furono dipinti da Toma di Suceava nel 1537. Essi sono dipinti nella tonalità del giallo e sono in buono stato di conservazione. Le predominanti scene in giallo e blu, sulle pareti esterne, rappresentano temi ricorrenti dell'arte cristiana ortodossa: una processione di santi porta sulle spalle la Vergine in trono con il Bambino, si trova sulla finestre orientale; "L'albero di Gesù", nascente da un reclinato Gesù alla base del muro in cui sono rappresentati gli antenati di Cristo attorno alla Sacra Famiglia mentre l'"Assedio di Costantinopoli", ricorda l'intervento della Vergine a salvare la città di Costantinopoli dall'attacco persiano dell'anno 626.
Delle alte arcate danno sul portico aperto verso l'esterno e la luce del giorno. All'interno di essa, "Il Giudizio Universale" copre l'intera superficie della parete ovest, con il suo fiume di fuoco e la sua raffigurazione del mare che restituisce i suoi morti. Moldovița e Humor sono le ultime chiese costruite con un portico aperto, un luogo nascosto al di sopra della cripta, e con finestre e porte in stile gotico.

## Filatelia

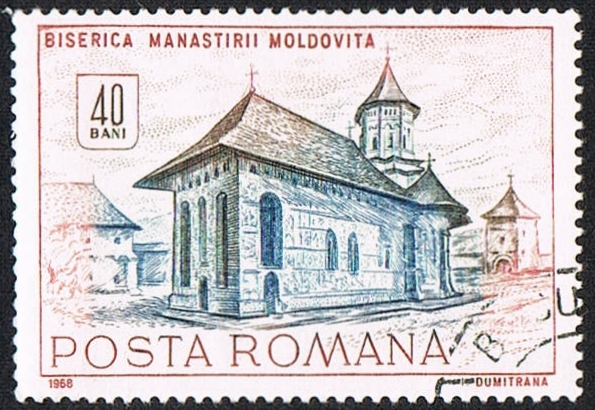
Il monastero di Moldovița su di un francobollo delle poste rumene del 1968

Il monastero di Moldovița venne rappresentato su di un francobollo emesso dalle poste rumene nel 1968.